# Miss Teen USA 2015
Miss Teen USA 2015 fue la 33.ª edición del certamen Miss Teen USA, cuya final se llevó a cabo el 22 de agosto de 2015 en el Atlantis Paradise Island en Nasáu, Bahamas; siendo el octavo año consecutivo que tal ciudad y recinto sirven como sede. Candidatas provenientes de los 50 estados del país y el Distrito de Columbia compitieron por el título. Al final del evento K. Lee Graham, Miss Teen USA 2014 de Carolina del Sur coronó a su sucesora Katherine Haik de Luisiana.
La noche final del concurso fue transmitida por la página oficial del certamen a través de YouTube y con difusión simultánea en Xbox Live; tuvo una duración de dos horas al igual que la edición anterior.

## Áreas de competencia

Atlantis Paradise Island, recinto sede.

### Competencia preliminar
El día 21 de agosto, todas las concursantes desfilaron en traje de noche (elegidos al gusto de cada concursante) y en traje de baño (similares para todas) durante la competencia preliminar, llamado por la organización Espectáculo de Presentación. Ellas también fueron entrevistadas en privado por un jurado preliminar.

### Final
La noche final fue transmitida en vivo por YouTube a todo el país y mundo y Xbox Live a 25 países desde el Atlantis Paradise Island, en Nasáu, Bahamas, el 22 de agosto de 2015.
El grupo de 15 cuartofinalistas se dio a conocer durante la competencia final. Este grupo estuvo conformado de la siguiente manera:
- El jurado preliminar eligió a las concursantes que más destacaron en las tres áreas de competencia durante la etapa preliminar, otorgando nueve lugares para la noche final.
- La organización Miss Teen USA otorgó otros seis lugares para aquellas candidatas que, a consideración de la organización y el personal de Miss Universo, fueron una buena opción para coronarse como ganadora, basándose en su desempeño durante las actividades del concurso y apreciación personal de los miembros de la organización.

Estas 15 cuartofinalistas fueron evaluadas por un Jurado final:
- Las 15 cuartofinalistas desfilaron en una nueva ronda en traje de baño y desfilarán en traje de noche (elegidos al gusto de cada concursante), dónde otras diez más fueron eliminadas del concurso.
- Las cinco restantes (finalistas) se sometieron a una pregunta por parte del jurado, quien determinó las posiciones finales y a la ganadora, Miss USA 2015.

En la transmisión de Xbox Live, tráileres para 10 videojuegos de Xbox One fue presentado durante la intermisión del certamen, incluyendo Battleborn, Crackdown 3, Destiny: El Rey de los Poseídos, Halo 5: Guardians, Homefront: The Revolution, Mass Effect: Andromeda, Mirror's Edge Catalyst, Need For Speed, Plants vs Zombies: Garden Warfare 2 y Tom Clancy's The Division. Los tráileres de Halo 5: Guardians y Need for Speed fue seleccionada por los televidentes de la certamen en Xbox Live.

## Candidatas
51 candidatas compitieron en Miss Teen USA 2015:
| Estado/Distrito      | Candidata             | Edad | Residencia       |
| Alabama              | Taylor Elliott        | 18   | Trussville       |
| Alaska               | Katelyn Cusack        | 17   | Anchorage        |
| Arizona              | Neda Danilovic        | 16   | Phoenix          |
| Arkansas             | Arynn Johnson         | 18   | Jessieville      |
| California           | Melanie Mitchell      | 16   | Anaheim          |
| Carolina del Norte   | Jane Axhoj            | 17   | Charlotte        |
| Carolina del Sur     | Wesley Mitchell       | 18   | Lexington        |
| Colorado             | Taylor Kelly          | 17   | Castle Pines     |
| Connecticut          | Savannah Giammarco    | 16   | Middletown       |
| Dakota del Norte     | Hannah Nelson         | 18   | Bismarck         |
| Dakota del Sur       | Marley Hanson         | 18   | Pierre           |
| Delaware             | Sierra Wright         | 15   | Middletown       |
| Distrito de Columbia | Niara Tarlenton-Allen | 16   | Washington D. C. |
| Florida              | Jara Courson          | 18   | Jacksonville     |
| Georgia              | Mary Calkins          | 19   | Augusta          |
| Hawaii               | Kyla Hee              | 17   | Honolulu         |
| Idaho                | Chaise Goris          | 18   | Eagle            |
| Illinois             | Megan Riesner         | 18   | Plainfield       |
| Indiana              | Kassidy Tharp         | 17   | Shelburn         |
| Iowa                 | Aryn Book             | 18   | Adel             |
| Kansas               | Melanie Shaner        | 17   | Wichita          |
| Kentucky             | Caroline Ford         | 18   | Bowling Green    |
| Luisiana             | Katherine Haik        | 14   | Franklinton      |
| Maine                | Skylar Gaudette       | 19   | Augusta          |
| Maryland             | Taylor Dawson         | 17   | Germantown       |
| Massachusetts        | Sophie Baird          | 19   | Andover          |
| Michigan             | Maria Rendina         | 18   | Monroe           |
| Minesota             | Hayden Hammond        | 18   | Maple Grove      |
| Misisipi             | Andrea Hightower      | 16   | Oxford           |
| Misuri               | Christina Stratton    | 16   | Sedalia          |
| Montana              | Miranda Youngren      | 17   | Columbus         |
| Nebraska             | Paige Pflueger        | 17   | Lincoln          |
| Nevada               | Geovanna Hilton       | 17   | Las Vegas        |
| Nueva Jersey         | Jacqueline Giancola   | 17   | East Brunswick   |
| Nueva York           | Geena Cardalena       | 18   | Floral Park      |
| Nuevo Hampshire      | Eleanor Lathram       | 17   | Mánchester       |
| Nuevo México         | Nicolette Pacheco     | 17   | Rio Rancho       |
| Ohio                 | Shelby Stapleton      | 18   | Hilliard         |
| Oklahoma             | Cherokee Pearce       | 19   | Oklahoma City    |
| Oregón               | Kenna Sloy            | 17   | Gresham          |
| Pensilvania          | Jasmine Daniels       | 18   | Collegeville     |
| Rhode Island         | Mary Malloy           | 17   | Cumberland       |
| Tennessee            | Hannah Greene         | 17   | Chattanooga      |
| Texas                | Chloe Kembel          | 18   | Denton           |
| Utah                 | Brooke Skabelund      | 17   | Logan            |
| Vermont              | Alexandra Marek       | 18   | Richmond         |
| Virginia             | Ann Kutyna            | 15   | Herndon          |
| Virginia Occidental  | Cora King             | 16   | Hurricane        |
| Washington           | Priya Gopal-Walker    | 17   | Seattle          |
| Wisconsin            | Kenna Harke           | 16   | Greenville       |
| Wyoming              | Payton Sanders        | 17   | Casper           |

## Países disponibles
La transmisión de Xbox Live fue disponible solamente en estas países:
| País            | Xbox 360 | Xbox One | Windows Phone 8.1 | Idioma(s)         |
| --------------- | -------- | -------- | ----------------- | ----------------- |
| Alemania        | Sí       | Sí       | Sí                | Alemán2           |
| Argentina       | Sí       | Sí       | Sí                | Español1          |
| Australia       | Sí       | Sí       | Sí                | Inglés            |
| Brasil          | Sí       | Sí       | Sí                | Portugués2        |
| Canadá          | Sí       | Sí       | Sí                | Francés2 e inglés |
| Chile           | Sí       | Sí       | Sí                | Español1          |
| China           | No       | Sí       | No                | Chino2            |
| Colombia        | Sí       | Sí       | Sí                | Español1          |
| Dinamarca       | Sí       | Sí       | Sí                | Danés2            |
| España          | Sí       | Sí       | Sí                | Español1          |
| Estados Unidos  | Sí       | Sí       | Sí                | Inglés            |
| Finlandia       | Sí       | Sí       | Sí                | Finés2            |
| Francia         | Sí       | Sí       | Sí                | Francés2          |
| Grecia          | Sí       | Sí       | Sí                | Griego2           |
| Israel          | Sí       | Sí       | Sí                | Hebreo2           |
| Italia          | Sí       | Sí       | Sí                | Italiano2         |
| Japón           | Sí       | Sí       | Sí                | Japonés2          |
| México          | Sí       | Sí       | Sí                | Español1          |
| Noruega         | Sí       | Sí       | Sí                | Noruego2          |
| Polonia         | Sí       | Sí       | Sí                | Polaco2           |
| Portugal        | Sí       | Sí       | Sí                | Portugués2        |
| Reino Unido     | Sí       | Sí       | Sí                | Inglés            |
| República Checa | Sí       | Sí       | Sí                | Checo2            |
| Sudáfrica       | Sí       | Sí       | Sí                | Inglés            |
| Suecia          | Sí       | Sí       | Sí                | Sueco2            |
| Turquía         | Sí       | Sí       | Sí                | Turco2            |

- 1Comentarios por Rashel Díaz y Raúl González de Telemundo
- 2Subtitulada en esta idioma